# Рента Василь
Васи́ль Ре́нта  (чернече ім'я Володимир; *1841 — †1926) — рум. церковний і педагогічний діяч укр. роду на Буковині, професор теології Чернівецького університету (з 1875), єпископ Радівців (1898—1902), митрополит Буковини (1902—1925).
Очолював Буковинську митрополію, виступав проти зрівняння в правах українців (на церк. полі) на Буковині. Під час Першої світової війни, коли Буковину окупували російські війська, митрополит Буковини й Далмації Володимир видав указ духовенству молитися за російського царя й перемогу російських військ. Коли австрійці звільнили Буковину від російських військ, митрополита й консисторію вивезли спочатку в Прагу, а потім у Відень, де після розгляду справи відправили за штат. Після закінчення війни, Буковина ввійшла до складу Румунії, а митрополит Володимир знову очолив митрополію.
Буковинська митрополія перебувала у стані церковної автокефалії до розпаду Австро-угорської імперії 1918 року, після чого вона змушена була увійти до складу Румунської Православної Церкви.